# Столпозеро
Столпозеро — пресноводное озеро на территории Пяльмского сельского поселения Пудожского района Республики Карелии.

## Общие сведения
Площадь озера — 1,8 км², располагается на высоте 177 метров над уровнем моря.
Котловина ледникового происхождения.
Форма озера продолговатая: оно вытянуто с северо-запада на юго-восток. Берега несильно изрезанные, каменисто-песчаные, местами заболоченные.
Озеро принадлежит бассейну реки Туны, впадающей в реку Жилую Тамбицу. Последняя является притоком реки Пяльмы, впадающей в Онежское озеро.
Поверхностные притоки отсутствуют, вытекает протока, соединяющая с озером Северным.
На озере расположено шесть безымянных островов различной площади, рассредоточенных по всей площади водоёма, однако их количество может варьироваться в зависимости от уровня воды.
Средняя амплитуда колебаний уровня 0,2 м.
Рыба: окунь, щука, плотва, ёрш.
Населённые пункты и автодороги вблизи водоёма отсутствуют.
Код объекта в государственном водном реестре — 01040100611102000018954.